# Xã Bartlow, Quận Henry, Ohio
Xã Bartlow (tiếng Anh: Bartlow Township) là một xã thuộc quận Henry, tiểu bang Ohio, Hoa Kỳ. Năm 2010, dân số của xã này là 2.367 người.